# Cyklin D

Regulační proteiny buněčného cyklu a jejich aktivita v jednotlivých fázích

Cyklin D je regulační protein buněčného cyklu u eukaryot patřící do rodiny cyklinů. V současnosti jsou rozeznávány tři typy tohoto proteinu – cyklin D1, D2 a D3. Vyskytují se především v dělících se buňkách, ve zvýšené míře především v buňkách nádorových.

## Stimulace exprese
Exprese cyklinu D je indukována růstovými faktory, tzv. mitogeny. Tím se cyklin D svým způsobem liší od ostatních cyklinů, jež jsou exprimovány výrazně cyklicky. Signál od růstových faktorů se přenáší MAP kinázovou drahou přes Ras, Raf, MEK a ERK kinázy.

## Funkce
Cyklin D patří spolu s cykliny E mezi tzv. G1 cykliny, jejichž koncentrace v buňce vzrůstá během G1 fáze. Experimenty s protilátkami proti cyklinu D injikovanými do buněk a přidáním růstových faktorů prokázaly, že je nezbytný pro průchod restrikčním bodem v pozdní G1 fázi.
Po asociaci s CDK4 nebo CDK6 tento komplex fosforyluje mnoho významných substrátů, např. retinoblastomový protein (Rb), což je inhibitor transkripčního faktoru E2F. Po disociaci z Rb indukuje E2F transkripci genů nezbytných pro vstup do S fáze. Jedním z transkribovaných genů je gen pro cyklin E, který ve spolupráci s CDK2 rovněž napomáhá fosforylaci Rb. Jakmile dosáhne cyklin E určité koncentrace, fosforylace Rb a exprese E2F se stávají nezávislými na aktivitě komplexu cyklin D-CDK4/6, protože E2F mimo jiné indukuje svoji vlastní expresi.

## Patologie
Neřízená nadprodukce cyklinu D1 bývá spojena s mnoha typy nádorů, např. parathyroidního adenomu, rakovinou prsu, prostaty a tlustého střeva, lymfomy a melanomy.